# Český registr dárců krvetvorných buněk
Český registr dárců krvetvorných buněk vede databázi dobrovolníků, ochotných darovat své krvetvorné buňky k transplantaci druhému člověku, v pražském Institutu klinické a experimentální medicíny (IKEM). Byl založen v roce 1991. 
V registru je zapsaných asi 48 tisíc dárců.

## Poslání registru
Mezi hlavní činnosti registru patří nábor nových dárců, jejich evidence a vyhledávání vhodných dárců nebo štěpů pupečníkové krve pro české i zahraniční pacienty.

## Podmínky vstupu
- věk 18–40 let (registrace trvá do 55 let)
- dobrý zdravotní stav
- bez pravidelného užívání léků
- váha vyšší než 50 kg
- veřejné zdravotní pojištění v ČR

Zájemci se mohou nechat do registru zapsat na zhruba 40 místech v ČR. Při registraci vyplní zdravotní dotazník, podepíší souhlas se vstupem do registru a absolvují odběr vzorku. Po telefonické konzultaci je také možné zařazení do registru po odběru DNA z ústní sliznice; odběrovou sadu obdrží zájemce poštou.

## Odběr krvetvorných buněk
Dárce si může vybrat způsob odběru krvetvorných buněk, většinou se provádí na separátoru. Pravděpodobnost, že dárce zapsaný v registru skutečně daruje kostní dřeň nemocnému, je asi 1 %.

## Historie
Zásadní podíl na založení registru (původně pod názvem Český registr dárců kostní dřeně) měla MUDr. Eva Ivašková, CSc. (1939–2022), která poté byla i jeho dlouholetou vedoucí.